# لييج-باستون-لييج للسيدات 2023
لييج-باستون-لييج للسيدات 2023 (بالفرنسية: Liège-Bastogne-Liège féminin 2023) هو سباق دراجات هوائية، وهو الموسم السابع من لييج-باستون-لييج للسيدات، وأقيم في 23 أبريل 2023 ضمن سباقات طواف العالم للدراجات للسيدات 2023، وشارك فيه  140 متسابقاً ووصل إلى نهايته  95 متسابقاً.
فاز بالمركز الأول، وتصدر تصنيف طواف العالم ديمي فوليرينغ، وفاز بالمركز الثاني إليسا ونغو بورغيني، وفاز بالمركز الثالث مارلين رويسر.

## الفرق
| فرق سيدات عالمية (15)- كانيون–إس آر إيه إم ريسينغ 2023 ‏ - فريق سنويب للسيدات ‏ - EF Education–Tibco–SVB ‏ - بلانتور بورا سيلينج تيم ‏ - FDJ–Suez ‏ - رالي سايكلنج 2023 ‏ - فريق كوجياس ميتلر لوك برو للدراجات ‏ - جامبو فيسما للسيدات ‏ - ليف ريسينغ ‏ - موفيستار للسيدات ‏ - إس دي وركس 2023 ‏ - Liv AlUla Jayco ‏ - Lidl–Trek (women's team) ‏ - يو أي أيه تيم 2023 ‏ - فريق أونو إكس برو للدراجات للسيدات 2023 ‏ فرق دراجات قارية سيدات (7)- إن إكس تي جي ريسينغ ‏ - Ceratizit Pro Cycling ‏ - Cofidis Women Team ‏ - تيم كوب هايتك بوردكتس ‏ - بنجوال شوفالمير ‏ - دروبز ‏ - باركهوتل فالكنبورغ 2023 ‏ فريق دراجات قاري سيدات- اركيا للسيدات ‏ |  |
| |  |

## المشاركون
| موفيستار للسيدات ‏ MOV | موفيستار للسيدات ‏ MOV         | موفيستار للسيدات ‏ MOV |
| --------------------- | ----------------------------- | --------------------- |
| م                     | عداء                          | مرتبة                 |
| 1                     | أنيميك فان فليوتن (طريق)      | 6                     |
| 2                     | Jelena Erić (cyclist) ‏ (طريق) | 72                    |
| 3                     | ليان ليبرت (طريق)             | 8                     |
| 4                     | فلورتجي ماكايج                | 61                    |
| 5                     | Paula Patiño ‏                 | 66                    |
| 6                     | أرلينيس سيرا (طريق)           | 69                    |

| FDJ–Suez ‏ FST | FDJ–Suez ‏ FST              | FDJ–Suez ‏ FST |
| ------------- | -------------------------- | ------------- |
| م             | عداء                       | مرتبة         |
| 11            | غريس براون                 | 46            |
| 12            | Stine Borgli ‏              | 88            |
| 13            | مارتا كافالي               | 23            |
| 14            | Victorie Guilman ‏          | 86            |
| 15            | سيسيلي أوتوب لودفيغ (طريق) | 30            |
| 16            | Évita Muzic ‏               | 17            |

| إس دي وركس ‏ SDW | إس دي وركس ‏ SDW       | إس دي وركس ‏ SDW |
| --------------- | --------------------- | --------------- |
| م               | عداء                  | مرتبة           |
| 21              | ديمي فوليرينغ         | 1               |
| 22              | Mischa Bredewold ‏     | 45              |
| 23              | إيلينا سيتشيني        | لم يكمل السباق  |
| 24              | Niamh Fisher-Black ‏   | 10              |
| 25              | كريستين ماجروس (طريق) | 90              |
| 26              | مارلين رويسر          | 3               |

| إن إكس تي جي ريسينغ ‏ AGS | إن إكس تي جي ريسينغ ‏ AGS | إن إكس تي جي ريسينغ ‏ AGS |
| ------------------------ | ------------------------ | ------------------------ |
| م                        | عداء                     | مرتبة                    |
| 31                       | آشلي مولمان              | 19                       |
| 32                       | Mireia Benito ‏           | 82                       |
| 33                       | Justine Ghekiere ‏        | 25                       |
| 34                       | Anya Louw ‏               | لم يكمل السباق           |
| 35                       | Gaia Masetti ‏            | 80                       |
| 36                       | Ally Wollaston ‏ (طريق)   | 83                       |

| لوتو بيليسول للسيدات ‏ LDL | لوتو بيليسول للسيدات ‏ LDL | لوتو بيليسول للسيدات ‏ LDL |
| ------------------------- | ------------------------- | ------------------------- |
| م                         | عداء                      | مرتبة                     |
| 41                        | NED                       | 57                        |
| 42                        | Fauve Bastiaenssen ‏       | لم يكمل السباق            |
| 43                        | BEL                       | لم يكمل السباق            |
| 44                        | Mette Egtoft Jensen ‏      | لم يبدأ                   |
| 45                        | GER                       | لم يبدأ                   |
| 46                        | Quinty van de Guchte ‏     | 75                        |

| Lidl–Trek (women's team) ‏ TFS | Lidl–Trek (women's team) ‏ TFS | Lidl–Trek (women's team) ‏ TFS |
| ----------------------------- | ----------------------------- | ----------------------------- |
| م                             | عداء                          | مرتبة                         |
| 51                            | Lizzie Deignan                | 63                            |
| 52                            | لوسيندا براند                 | 62                            |
| 53                            | إليسا ونغو بورغيني            | 2                             |
| 54                            | Gaia Realini ‏                 | 7                             |
| 55                            | أماندا سبرات                  | 24                            |
| 56                            | شيرين فان أنروي               | 15                            |

| كانيون–إس آر إيه إم ‏ CSR | كانيون–إس آر إيه إم ‏ CSR | كانيون–إس آر إيه إم ‏ CSR |
| ------------------------ | ------------------------ | ------------------------ |
| م                        | عداء                     | مرتبة                    |
| 61                       | كاتارزينا نيفيادوما      | 11                       |
| 62                       | Ricarda Bauernfeind ‏     | 21                       |
| 63                       | Elise Chabbey ‏           | 5                        |
| 64                       | ثريا بالادين             | 9                        |
| 65                       | Pauliena Rooijakkers ‏    | 29                       |
| 66                       | Alice Towers ‏ (طريق)     | 78                       |

| فريق سنويب للسيدات ‏ DSM | فريق سنويب للسيدات ‏ DSM | فريق سنويب للسيدات ‏ DSM |
| ----------------------- | ----------------------- | ----------------------- |
| م                       | عداء                    | مرتبة                   |
| 71                      | جولييت لابوس            | 13                      |
| 72                      | Francesca Barale ‏       | 91                      |
| 73                      | Léa Curinier ‏           | لم يكمل السباق          |
| 74                      | فايفر جورجي             | 37                      |
| 75                      | Esmée Peperkamp ‏        | 44                      |
| 76                      | Becky Storrie ‏          | 55                      |

| ليف ريسينغ ‏ LIV | ليف ريسينغ ‏ LIV                 | ليف ريسينغ ‏ LIV |
| --------------- | ------------------------------- | --------------- |
| م               | عداء                            | مرتبة           |
| 81              | مارغريتا فيكتوريا غارسيا (طريق) | 20              |
| 82              | Caroline Andersson ‏             | 53              |
| 83              | Valerie Demey ‏                  | لم يكمل السباق  |
| 84              | Jeanne Korevaar ‏                | لم يكمل السباق  |
| 85              | Sabrina Stultiens ‏              | لم يبدأ         |
| 86              | Quinty Ton ‏                     | 34              |

| يو أي أيه تيم ‏ UAD | يو أي أيه تيم ‏ UAD | يو أي أيه تيم ‏ UAD |
| ------------------ | ------------------ | ------------------ |
| م                  | عداء               | مرتبة              |
| 91                 | Silvia Persico ‏    | 42                 |
| 92                 | ألينا أمياليوسيك   | 41                 |
| 93                 | Olivia Baril ‏      | 65                 |
| 94                 | Mikayla Harvey ‏    | لم يكمل السباق     |
| 95                 | Alena Ivanchenko ‏  | 43                 |
| 96                 | إيريكا ماجندي      | 14                 |

| فريق أونو إكس برو للدراجات للسيدات ‏ UXT | فريق أونو إكس برو للدراجات للسيدات ‏ UXT | فريق أونو إكس برو للدراجات للسيدات ‏ UXT |
| --------------------------------------- | --------------------------------------- | --------------------------------------- |
| م                                       | عداء                                    | مرتبة                                   |
| 101                                     | أنوسكا كوستر                            | 35                                      |
| 102                                     | إلينور باركر                            | لم يكمل السباق                          |
| 103                                     | Marte Berg Edseth ‏                      | لم يكمل السباق                          |
| 104                                     | هانا لودفيغ                             | 92                                      |
| 105                                     | Wilma Olausson ‏                         | لم يكمل السباق                          |
| 106                                     | Mie Bjørndal Ottestad ‏                  | 38                                      |

| Liv AlUla Jayco ‏ BEX | Liv AlUla Jayco ‏ BEX | Liv AlUla Jayco ‏ BEX |
| -------------------- | -------------------- | -------------------- |
| م                    | عداء                 | مرتبة                |
| 111                  | أني سانستيبان        | 12                   |
| 112                  | كريستين فولكنر       | 68                   |
| 113                  | Ingvild Gåskjenn ‏    | 36                   |
| 114                  | Alexandra Manly ‏     | لم يكمل السباق       |
| 115                  | Ruby Roseman-Gannon ‏ | لم يكمل السباق       |
| 116                  | Urška Žigart ‏        | 64                   |

| بلانتور بورا سيلينج تيم ‏ FED | بلانتور بورا سيلينج تيم ‏ FED | بلانتور بورا سيلينج تيم ‏ FED |
| ---------------------------- | ---------------------------- | ---------------------------- |
| م                            | عداء                         | مرتبة                        |
| 121                          | Yara Kastelijn ‏              | 18                           |
| 122                          | Greta Marturano ‏             | 87                           |
| 123                          | SUI                          | 94                           |
| 124                          | إنج فان دير هيدين            | لم يكمل السباق               |
| 125                          | Julie Van de Velde ‏          | 26                           |
| 126                          | صوفي رايت                    | لم يكمل السباق               |

| جامبو فيسما للسيدات ‏ TJV | جامبو فيسما للسيدات ‏ TJV | جامبو فيسما للسيدات ‏ TJV |
| ------------------------ | ------------------------ | ------------------------ |
| م                        | عداء                     | مرتبة                    |
| 131                      | آنا هندرسون              | 31                       |
| 132                      | Kim Cadzow ‏              | 39                       |
| 133                      | Amber Kraak ‏             | 22                       |
| 134                      | ريجان ماركوس (طريق)      | 4                        |
| 135                      | Karlijn Swinkels ‏        | 47                       |
| 136                      | NED                      | 32                       |

| EF Education–Tibco–SVB ‏ TIB | EF Education–Tibco–SVB ‏ TIB | EF Education–Tibco–SVB ‏ TIB |
| --------------------------- | --------------------------- | --------------------------- |
| م                           | عداء                        | مرتبة                       |
| 141                         | كريستابل دوبيل هيكوك        | لم يكمل السباق              |
| 142                         | Veronica Ewers ‏             | 27                          |
| 143                         | Kathrin Hammes ‏             | 84                          |
| 144                         | Sara Poidevin ‏              | لم يكمل السباق              |
| 145                         | Magdeleine Vallieres ‏       | 71                          |
| 146                         | جورجيا وليامز               | 54                          |

| Cofidis Women Team ‏ COF | Cofidis Women Team ‏ COF  | Cofidis Women Team ‏ COF |
| ----------------------- | ------------------------ | ----------------------- |
| م                       | عداء                     | مرتبة                   |
| 151                     | كلارا كوبينبرج           | 28                      |
| 152                     | FRA                      | 81                      |
| 153                     | Morgane Coston ‏          | 52                      |
| 154                     | Séverine Eraud ‏          | لم يكمل السباق          |
| 155                     | Rachel Neylan ‏           | 79                      |
| 156                     | Gabrielle Pilote Fortin ‏ | لم يكمل السباق          |

| رالي سايكلنج ‏ HPW | رالي سايكلنج ‏ HPW          | رالي سايكلنج ‏ HPW |
| ----------------- | -------------------------- | ----------------- |
| م                 | عداء                       | مرتبة             |
| 161               | Nina Buijsman ‏             | 60                |
| 162               | Henrietta Christie ‏        | لم يبدأ           |
| 163               | Antri Christoforou ‏ (طريق) | 89                |
| 164               | USA                        | لم يكمل السباق    |
| 165               | Marit Raaijmakers ‏         | 58                |
| 166               | Eri Yonamine ‏              | 95                |

| فريق كوجياس ميتلر لوك برو للدراجات ‏ CGS | فريق كوجياس ميتلر لوك برو للدراجات ‏ CGS | فريق كوجياس ميتلر لوك برو للدراجات ‏ CGS |
| --------------------------------------- | --------------------------------------- | --------------------------------------- |
| م                                       | عداء                                    | مرتبة                                   |
| 171                                     | Claire Steels ‏                          | لم يكمل السباق                          |
| 172                                     | تمارا بالابولينا ‏ (طريق)                | لم يكمل السباق                          |
| 173                                     | آنا كيزنهوفر                            | 56                                      |
| 174                                     | إيلينا بيروني                           | لم يكمل السباق                          |
| 175                                     | Elizabeth Stannard ‏                     | لم يكمل السباق                          |

| باركهوتل فالكنبورغ ‏ PHV | باركهوتل فالكنبورغ ‏ PHV | باركهوتل فالكنبورغ ‏ PHV |
| ----------------------- | ----------------------- | ----------------------- |
| م                       | عداء                    | مرتبة                   |
| 181                     | Femke Gerritse ‏         | 73                      |
| 182                     | Nicole Frain ‏ (طريق)    | لم يكمل السباق          |
| 183                     | Pien Limpens ‏           | لم يكمل السباق          |
| 184                     | NED                     | لم يكمل السباق          |
| 185                     | Quinty Schoens ‏         | 49                      |

| دروبز ‏ DRP | دروبز ‏ DRP                 | دروبز ‏ DRP     |
| ---------- | -------------------------- | -------------- |
| م          | عداء                       | مرتبة          |
| 191        | إيلا هاريس                 | 48             |
| 192        | Maria Novolodskaya ‏        | لم يكمل السباق |
| 193        | Kate Richardson (cyclist) ‏ | لم يكمل السباق |
| 194        | SWE                        | 85             |
| 195        | Margaux Vigié ‏             | لم يبدأ        |
| 196        | Ella Wyllie ‏               | 40             |

| تيم كوب هايتك بوردكتس ‏ HPU | تيم كوب هايتك بوردكتس ‏ HPU | تيم كوب هايتك بوردكتس ‏ HPU |
| -------------------------- | -------------------------- | -------------------------- |
| م                          | عداء                       | مرتبة                      |
| 201                        | NOR                        | 70                         |
| 202                        | Stine Dale ‏                | 93                         |
| 203                        | India Grangier ‏            | لم يكمل السباق             |
| 204                        | NOR                        | 77                         |
| 205                        | Josie Nelson ‏              | لم يكمل السباق             |

| بنجوال شوفالمير ‏ DCH | بنجوال شوفالمير ‏ DCH | بنجوال شوفالمير ‏ DCH |
| -------------------- | -------------------- | -------------------- |
| م                    | عداء                 | مرتبة                |
| 211                  | Olha Kulynych ‏       | 59                   |
| 212                  | Jana Dobbelaere ‏     | لم يكمل السباق       |
| 213                  | Tara Gins ‏           | لم يكمل السباق       |
| 214                  | Andrea Martinez‏      | لم يكمل السباق       |
| 215                  | BEL                  | لم يكمل السباق       |

| Ceratizit Pro Cycling ‏ WNT | Ceratizit Pro Cycling ‏ WNT | Ceratizit Pro Cycling ‏ WNT |
| -------------------------- | -------------------------- | -------------------------- |
| م                          | عداء                       | مرتبة                      |
| 221                        | Cédrine Kerbaol ‏           | 16                         |
| 222                        | Alice Maria Arzuffi ‏       | 50                         |
| 223                        | Laura Asencio ‏             | لم يكمل السباق             |
| 224                        | Nina Berton ‏               | 51                         |
| 225                        | GER                        | لم يكمل السباق             |
| 226                        | Marta Lach ‏                | 74                         |

| اركيا للسيدات ‏ ARK | اركيا للسيدات ‏ ARK       | اركيا للسيدات ‏ ARK |
| ------------------ | ------------------------ | ------------------ |
| م                  | عداء                     | مرتبة              |
| 231                | Megan Armitage ‏          | 33                 |
| 232                | Maaike Coljé ‏            | 76                 |
| 233                | Clara Emond ‏             | 67                 |
| 234                | Amandine Fouquenet ‏      | لم يكمل السباق     |
| 235                | Marie-Morgane Le Deunff ‏ | لم يكمل السباق     |
| 236                | Anaïs Morichon ‏          | لم يكمل السباق     |

| موفيستار للسيدات ‏ MOV | موفيستار للسيدات ‏ MOV         | موفيستار للسيدات ‏ MOV |
| --------------------- | ----------------------------- | --------------------- |
| م                     | عداء                          | مرتبة                 |
| 1                     | أنيميك فان فليوتن (طريق)      | 6                     |
| 2                     | Jelena Erić (cyclist) ‏ (طريق) | 72                    |
| 3                     | ليان ليبرت (طريق)             | 8                     |
| 4                     | فلورتجي ماكايج                | 61                    |
| 5                     | Paula Patiño ‏                 | 66                    |
| 6                     | أرلينيس سيرا (طريق)           | 69                    |

| FDJ–Suez ‏ FST | FDJ–Suez ‏ FST              | FDJ–Suez ‏ FST |
| ------------- | -------------------------- | ------------- |
| م             | عداء                       | مرتبة         |
| 11            | غريس براون                 | 46            |
| 12            | Stine Borgli ‏              | 88            |
| 13            | مارتا كافالي               | 23            |
| 14            | Victorie Guilman ‏          | 86            |
| 15            | سيسيلي أوتوب لودفيغ (طريق) | 30            |
| 16            | Évita Muzic ‏               | 17            |

| إس دي وركس ‏ SDW | إس دي وركس ‏ SDW       | إس دي وركس ‏ SDW |
| --------------- | --------------------- | --------------- |
| م               | عداء                  | مرتبة           |
| 21              | ديمي فوليرينغ         | 1               |
| 22              | Mischa Bredewold ‏     | 45              |
| 23              | إيلينا سيتشيني        | لم يكمل السباق  |
| 24              | Niamh Fisher-Black ‏   | 10              |
| 25              | كريستين ماجروس (طريق) | 90              |
| 26              | مارلين رويسر          | 3               |

| إن إكس تي جي ريسينغ ‏ AGS | إن إكس تي جي ريسينغ ‏ AGS | إن إكس تي جي ريسينغ ‏ AGS |
| ------------------------ | ------------------------ | ------------------------ |
| م                        | عداء                     | مرتبة                    |
| 31                       | آشلي مولمان              | 19                       |
| 32                       | Mireia Benito ‏           | 82                       |
| 33                       | Justine Ghekiere ‏        | 25                       |
| 34                       | Anya Louw ‏               | لم يكمل السباق           |
| 35                       | Gaia Masetti ‏            | 80                       |
| 36                       | Ally Wollaston ‏ (طريق)   | 83                       |

| لوتو بيليسول للسيدات ‏ LDL | لوتو بيليسول للسيدات ‏ LDL | لوتو بيليسول للسيدات ‏ LDL |
| ------------------------- | ------------------------- | ------------------------- |
| م                         | عداء                      | مرتبة                     |
| 41                        | NED                       | 57                        |
| 42                        | Fauve Bastiaenssen ‏       | لم يكمل السباق            |
| 43                        | BEL                       | لم يكمل السباق            |
| 44                        | Mette Egtoft Jensen ‏      | لم يبدأ                   |
| 45                        | GER                       | لم يبدأ                   |
| 46                        | Quinty van de Guchte ‏     | 75                        |

| Lidl–Trek (women's team) ‏ TFS | Lidl–Trek (women's team) ‏ TFS | Lidl–Trek (women's team) ‏ TFS |
| ----------------------------- | ----------------------------- | ----------------------------- |
| م                             | عداء                          | مرتبة                         |
| 51                            | Lizzie Deignan                | 63                            |
| 52                            | لوسيندا براند                 | 62                            |
| 53                            | إليسا ونغو بورغيني            | 2                             |
| 54                            | Gaia Realini ‏                 | 7                             |
| 55                            | أماندا سبرات                  | 24                            |
| 56                            | شيرين فان أنروي               | 15                            |

| كانيون–إس آر إيه إم ‏ CSR | كانيون–إس آر إيه إم ‏ CSR | كانيون–إس آر إيه إم ‏ CSR |
| ------------------------ | ------------------------ | ------------------------ |
| م                        | عداء                     | مرتبة                    |
| 61                       | كاتارزينا نيفيادوما      | 11                       |
| 62                       | Ricarda Bauernfeind ‏     | 21                       |
| 63                       | Elise Chabbey ‏           | 5                        |
| 64                       | ثريا بالادين             | 9                        |
| 65                       | Pauliena Rooijakkers ‏    | 29                       |
| 66                       | Alice Towers ‏ (طريق)     | 78                       |

| فريق سنويب للسيدات ‏ DSM | فريق سنويب للسيدات ‏ DSM | فريق سنويب للسيدات ‏ DSM |
| ----------------------- | ----------------------- | ----------------------- |
| م                       | عداء                    | مرتبة                   |
| 71                      | جولييت لابوس            | 13                      |
| 72                      | Francesca Barale ‏       | 91                      |
| 73                      | Léa Curinier ‏           | لم يكمل السباق          |
| 74                      | فايفر جورجي             | 37                      |
| 75                      | Esmée Peperkamp ‏        | 44                      |
| 76                      | Becky Storrie ‏          | 55                      |

| ليف ريسينغ ‏ LIV | ليف ريسينغ ‏ LIV                 | ليف ريسينغ ‏ LIV |
| --------------- | ------------------------------- | --------------- |
| م               | عداء                            | مرتبة           |
| 81              | مارغريتا فيكتوريا غارسيا (طريق) | 20              |
| 82              | Caroline Andersson ‏             | 53              |
| 83              | Valerie Demey ‏                  | لم يكمل السباق  |
| 84              | Jeanne Korevaar ‏                | لم يكمل السباق  |
| 85              | Sabrina Stultiens ‏              | لم يبدأ         |
| 86              | Quinty Ton ‏                     | 34              |

| يو أي أيه تيم ‏ UAD | يو أي أيه تيم ‏ UAD | يو أي أيه تيم ‏ UAD |
| ------------------ | ------------------ | ------------------ |
| م                  | عداء               | مرتبة              |
| 91                 | Silvia Persico ‏    | 42                 |
| 92                 | ألينا أمياليوسيك   | 41                 |
| 93                 | Olivia Baril ‏      | 65                 |
| 94                 | Mikayla Harvey ‏    | لم يكمل السباق     |
| 95                 | Alena Ivanchenko ‏  | 43                 |
| 96                 | إيريكا ماجندي      | 14                 |

| فريق أونو إكس برو للدراجات للسيدات ‏ UXT | فريق أونو إكس برو للدراجات للسيدات ‏ UXT | فريق أونو إكس برو للدراجات للسيدات ‏ UXT |
| --------------------------------------- | --------------------------------------- | --------------------------------------- |
| م                                       | عداء                                    | مرتبة                                   |
| 101                                     | أنوسكا كوستر                            | 35                                      |
| 102                                     | إلينور باركر                            | لم يكمل السباق                          |
| 103                                     | Marte Berg Edseth ‏                      | لم يكمل السباق                          |
| 104                                     | هانا لودفيغ                             | 92                                      |
| 105                                     | Wilma Olausson ‏                         | لم يكمل السباق                          |
| 106                                     | Mie Bjørndal Ottestad ‏                  | 38                                      |

| Liv AlUla Jayco ‏ BEX | Liv AlUla Jayco ‏ BEX | Liv AlUla Jayco ‏ BEX |
| -------------------- | -------------------- | -------------------- |
| م                    | عداء                 | مرتبة                |
| 111                  | أني سانستيبان        | 12                   |
| 112                  | كريستين فولكنر       | 68                   |
| 113                  | Ingvild Gåskjenn ‏    | 36                   |
| 114                  | Alexandra Manly ‏     | لم يكمل السباق       |
| 115                  | Ruby Roseman-Gannon ‏ | لم يكمل السباق       |
| 116                  | Urška Žigart ‏        | 64                   |

| بلانتور بورا سيلينج تيم ‏ FED | بلانتور بورا سيلينج تيم ‏ FED | بلانتور بورا سيلينج تيم ‏ FED |
| ---------------------------- | ---------------------------- | ---------------------------- |
| م                            | عداء                         | مرتبة                        |
| 121                          | Yara Kastelijn ‏              | 18                           |
| 122                          | Greta Marturano ‏             | 87                           |
| 123                          | SUI                          | 94                           |
| 124                          | إنج فان دير هيدين            | لم يكمل السباق               |
| 125                          | Julie Van de Velde ‏          | 26                           |
| 126                          | صوفي رايت                    | لم يكمل السباق               |

| جامبو فيسما للسيدات ‏ TJV | جامبو فيسما للسيدات ‏ TJV | جامبو فيسما للسيدات ‏ TJV |
| ------------------------ | ------------------------ | ------------------------ |
| م                        | عداء                     | مرتبة                    |
| 131                      | آنا هندرسون              | 31                       |
| 132                      | Kim Cadzow ‏              | 39                       |
| 133                      | Amber Kraak ‏             | 22                       |
| 134                      | ريجان ماركوس (طريق)      | 4                        |
| 135                      | Karlijn Swinkels ‏        | 47                       |
| 136                      | NED                      | 32                       |

| EF Education–Tibco–SVB ‏ TIB | EF Education–Tibco–SVB ‏ TIB | EF Education–Tibco–SVB ‏ TIB |
| --------------------------- | --------------------------- | --------------------------- |
| م                           | عداء                        | مرتبة                       |
| 141                         | كريستابل دوبيل هيكوك        | لم يكمل السباق              |
| 142                         | Veronica Ewers ‏             | 27                          |
| 143                         | Kathrin Hammes ‏             | 84                          |
| 144                         | Sara Poidevin ‏              | لم يكمل السباق              |
| 145                         | Magdeleine Vallieres ‏       | 71                          |
| 146                         | جورجيا وليامز               | 54                          |

| Cofidis Women Team ‏ COF | Cofidis Women Team ‏ COF  | Cofidis Women Team ‏ COF |
| ----------------------- | ------------------------ | ----------------------- |
| م                       | عداء                     | مرتبة                   |
| 151                     | كلارا كوبينبرج           | 28                      |
| 152                     | FRA                      | 81                      |
| 153                     | Morgane Coston ‏          | 52                      |
| 154                     | Séverine Eraud ‏          | لم يكمل السباق          |
| 155                     | Rachel Neylan ‏           | 79                      |
| 156                     | Gabrielle Pilote Fortin ‏ | لم يكمل السباق          |

| رالي سايكلنج ‏ HPW | رالي سايكلنج ‏ HPW          | رالي سايكلنج ‏ HPW |
| ----------------- | -------------------------- | ----------------- |
| م                 | عداء                       | مرتبة             |
| 161               | Nina Buijsman ‏             | 60                |
| 162               | Henrietta Christie ‏        | لم يبدأ           |
| 163               | Antri Christoforou ‏ (طريق) | 89                |
| 164               | USA                        | لم يكمل السباق    |
| 165               | Marit Raaijmakers ‏         | 58                |
| 166               | Eri Yonamine ‏              | 95                |

| فريق كوجياس ميتلر لوك برو للدراجات ‏ CGS | فريق كوجياس ميتلر لوك برو للدراجات ‏ CGS | فريق كوجياس ميتلر لوك برو للدراجات ‏ CGS |
| --------------------------------------- | --------------------------------------- | --------------------------------------- |
| م                                       | عداء                                    | مرتبة                                   |
| 171                                     | Claire Steels ‏                          | لم يكمل السباق                          |
| 172                                     | تمارا بالابولينا ‏ (طريق)                | لم يكمل السباق                          |
| 173                                     | آنا كيزنهوفر                            | 56                                      |
| 174                                     | إيلينا بيروني                           | لم يكمل السباق                          |
| 175                                     | Elizabeth Stannard ‏                     | لم يكمل السباق                          |

| باركهوتل فالكنبورغ ‏ PHV | باركهوتل فالكنبورغ ‏ PHV | باركهوتل فالكنبورغ ‏ PHV |
| ----------------------- | ----------------------- | ----------------------- |
| م                       | عداء                    | مرتبة                   |
| 181                     | Femke Gerritse ‏         | 73                      |
| 182                     | Nicole Frain ‏ (طريق)    | لم يكمل السباق          |
| 183                     | Pien Limpens ‏           | لم يكمل السباق          |
| 184                     | NED                     | لم يكمل السباق          |
| 185                     | Quinty Schoens ‏         | 49                      |

| دروبز ‏ DRP | دروبز ‏ DRP                 | دروبز ‏ DRP     |
| ---------- | -------------------------- | -------------- |
| م          | عداء                       | مرتبة          |
| 191        | إيلا هاريس                 | 48             |
| 192        | Maria Novolodskaya ‏        | لم يكمل السباق |
| 193        | Kate Richardson (cyclist) ‏ | لم يكمل السباق |
| 194        | SWE                        | 85             |
| 195        | Margaux Vigié ‏             | لم يبدأ        |
| 196        | Ella Wyllie ‏               | 40             |

| تيم كوب هايتك بوردكتس ‏ HPU | تيم كوب هايتك بوردكتس ‏ HPU | تيم كوب هايتك بوردكتس ‏ HPU |
| -------------------------- | -------------------------- | -------------------------- |
| م                          | عداء                       | مرتبة                      |
| 201                        | NOR                        | 70                         |
| 202                        | Stine Dale ‏                | 93                         |
| 203                        | India Grangier ‏            | لم يكمل السباق             |
| 204                        | NOR                        | 77                         |
| 205                        | Josie Nelson ‏              | لم يكمل السباق             |

| بنجوال شوفالمير ‏ DCH | بنجوال شوفالمير ‏ DCH | بنجوال شوفالمير ‏ DCH |
| -------------------- | -------------------- | -------------------- |
| م                    | عداء                 | مرتبة                |
| 211                  | Olha Kulynych ‏       | 59                   |
| 212                  | Jana Dobbelaere ‏     | لم يكمل السباق       |
| 213                  | Tara Gins ‏           | لم يكمل السباق       |
| 214                  | Andrea Martinez‏      | لم يكمل السباق       |
| 215                  | BEL                  | لم يكمل السباق       |

| Ceratizit Pro Cycling ‏ WNT | Ceratizit Pro Cycling ‏ WNT | Ceratizit Pro Cycling ‏ WNT |
| -------------------------- | -------------------------- | -------------------------- |
| م                          | عداء                       | مرتبة                      |
| 221                        | Cédrine Kerbaol ‏           | 16                         |
| 222                        | Alice Maria Arzuffi ‏       | 50                         |
| 223                        | Laura Asencio ‏             | لم يكمل السباق             |
| 224                        | Nina Berton ‏               | 51                         |
| 225                        | GER                        | لم يكمل السباق             |
| 226                        | Marta Lach ‏                | 74                         |

| اركيا للسيدات ‏ ARK | اركيا للسيدات ‏ ARK       | اركيا للسيدات ‏ ARK |
| ------------------ | ------------------------ | ------------------ |
| م                  | عداء                     | مرتبة              |
| 231                | Megan Armitage ‏          | 33                 |
| 232                | Maaike Coljé ‏            | 76                 |
| 233                | Clara Emond ‏             | 67                 |
| 234                | Amandine Fouquenet ‏      | لم يكمل السباق     |
| 235                | Marie-Morgane Le Deunff ‏ | لم يكمل السباق     |
| 236                | Anaïs Morichon ‏          | لم يكمل السباق     |

## التصنيف العام النهائي
| التصنيف العام         | التصنيف العام       | التصنيف العام             | التصنيف العام | التصنيف العام |
| المتسابقة             | المتسابقة           | الفريق                    | الوقت         |               |
| --------------------- | ------------------- | ------------------------- | ------------- | ------------- |
| 1                     | ديمي فوليرينغ       | إس دي وركس ‏               | 3 س 50 د 47 ث |               |
| 2                     | إليسا ونغو بورغيني  | Lidl–Trek (women's team) ‏ | + 0 ث         |               |
| 3                     | مارلين رويسر        | إس دي وركس ‏               | + 22 ث        |               |
| 4                     | ريجان ماركوس        | جامبو فيسما للسيدات ‏      | + 22 ث        |               |
| 5                     | Elise Chabbey ‏      | كانيون–إس آر إيه إم ‏      | + 22 ث        |               |
| 6                     | أنيميك فان فليوتن   | موفيستار للسيدات ‏         | + 22 ث        |               |
| 7                     | Gaia Realini ‏       | Lidl–Trek (women's team) ‏ | + 25 ث        |               |
| 8                     | ليان ليبرت          | موفيستار للسيدات ‏         | + 1 د 24 ث    |               |
| 9                     | ثريا بالادين        | كانيون–إس آر إيه إم ‏      | + 1 د 24 ث    |               |
| 10                    | Niamh Fisher-Black ‏ | إس دي وركس ‏               | + 1 د 24 ث    |               |
|                       |                     |                           |               |               |
| مصدر: ProCyclingStats |                     |                           |               |               |

### تصنيف النقاط
| تصنيف النقاط          | تصنيف النقاط       | تصنيف النقاط              | تصنيف النقاط | تصنيف النقاط |
| المتسابقة             | المتسابقة          | الفريق                    | النقاط       |              |
| --------------------- | ------------------ | ------------------------- | ------------ | ------------ |
| 1                     | ديمي فوليرينغ      | إس دي وركس ‏               | 1944 نقطة    |              |
| 2                     | لوت كوبيكي         | إس دي وركس ‏               | 1560 نقطة    |              |
| 3                     | إليسا ونغو بورغيني | Lidl–Trek (women's team) ‏ | 1172 نقطة    |              |
| 4                     | لورينا ويبيس       | إس دي وركس ‏               | 1164 نقطة    |              |
| 5                     | فايفر جورجي        | فريق سنويب للسيدات ‏       | 1022 نقطة    |              |
| 6                     | إليسا بالسامو      | Lidl–Trek (women's team) ‏ | 876 نقطة     |              |
| 7                     | شيرين فان أنروي    | Lidl–Trek (women's team) ‏ | 832 نقطة     |              |
| 8                     | Silvia Persico ‏    | يو أي أيه تيم ‏            | 830 نقطة     |              |
| 9                     | مارلين رويسر       | إس دي وركس ‏               | 812 نقطة     |              |
| 10                    | أماندا سبرات       | Lidl–Trek (women's team) ‏ | 778 نقطة     |              |
|                       |                    |                           |              |              |
| مصدر: ProCyclingStats |                    |                           |              |              |

## تصنيف الفرق

### الفرق حسب النقاط
| ترتيب الفرق حسب النقاط | ترتيب الفرق حسب النقاط    | ترتيب الفرق حسب النقاط | ترتيب الفرق حسب النقاط |
| الفريق                 | الفريق                    | النقاط                 |                        |
| ---------------------- | ------------------------- | ---------------------- | ---------------------- |
| 1                      | إس دي وركس ‏               | 6139 نقطة              |                        |
| 2                      | Lidl–Trek (women's team) ‏ | 4768 نقطة              |                        |
| 3                      | كانيون–إس آر إيه إم ‏      | 3290 نقطة              |                        |
| 4                      | FDJ–Suez ‏                 | 2905 نقطة              |                        |
| 5                      | فريق سنويب للسيدات ‏       | 2375 نقطة              |                        |
| 6                      | يو أي أيه تيم ‏            | 2024 نقطة              |                        |
| 7                      | موفيستار للسيدات ‏         | 1985 نقطة              |                        |
| 8                      | بلانتور بورا سيلينج تيم ‏  | 1386 نقطة              |                        |
| 9                      | EF Education–Tibco–SVB ‏   | 1352 نقطة              |                        |
| 10                     | جامبو فيسما للسيدات ‏      | 1348 نقطة              |                        |
|                        |                           |                        |                        |
| مصدر: ProCyclingStats  |                           |                        |                        |

## تصانيف فرعية

### تصنيف أفضل شاب
| تصنيف أفضل شابة       | تصنيف أفضل شابة     | تصنيف أفضل شابة           | تصنيف أفضل شابة | تصنيف أفضل شابة |
| المتسابقة             | المتسابقة           | الفريق                    | الوقت           |                 |
| --------------------- | ------------------- | ------------------------- | --------------- | --------------- |
| 1                     | شيرين فان أنروي     | Lidl–Trek (women's team) ‏ |                 |                 |
| 2                     | Maike van der Duin ‏ | كانيون–إس آر إيه إم ‏      |                 |                 |
| 3                     | Gaia Realini ‏       | Lidl–Trek (women's team) ‏ |                 |                 |
|                       |                     |                           |                 |                 |
| مصدر: ProCyclingStats |                     |                           |                 |                 |

## وصلات خارجية
- لمحة عن سباق لييج-باستون-لييج للسيدات 2023 على موقع  ProCyclingStats   (برو  سايكلنج  ستاتس) - إحصاءات  محترفي  الدراجات.
- لييج-باستون-لييج للسيدات 2023 على موقع إحصائيات الدراجات الإحترافية (الإنجليزية)